# Энзинген
Энзинген (нем. Oensingen) — коммуна в Швейцарии, в кантоне Золотурн. 
Входит в состав округа Гой. Население составляет 4818 человек (на 31 декабря 2007 года). Официальный код — 2407.

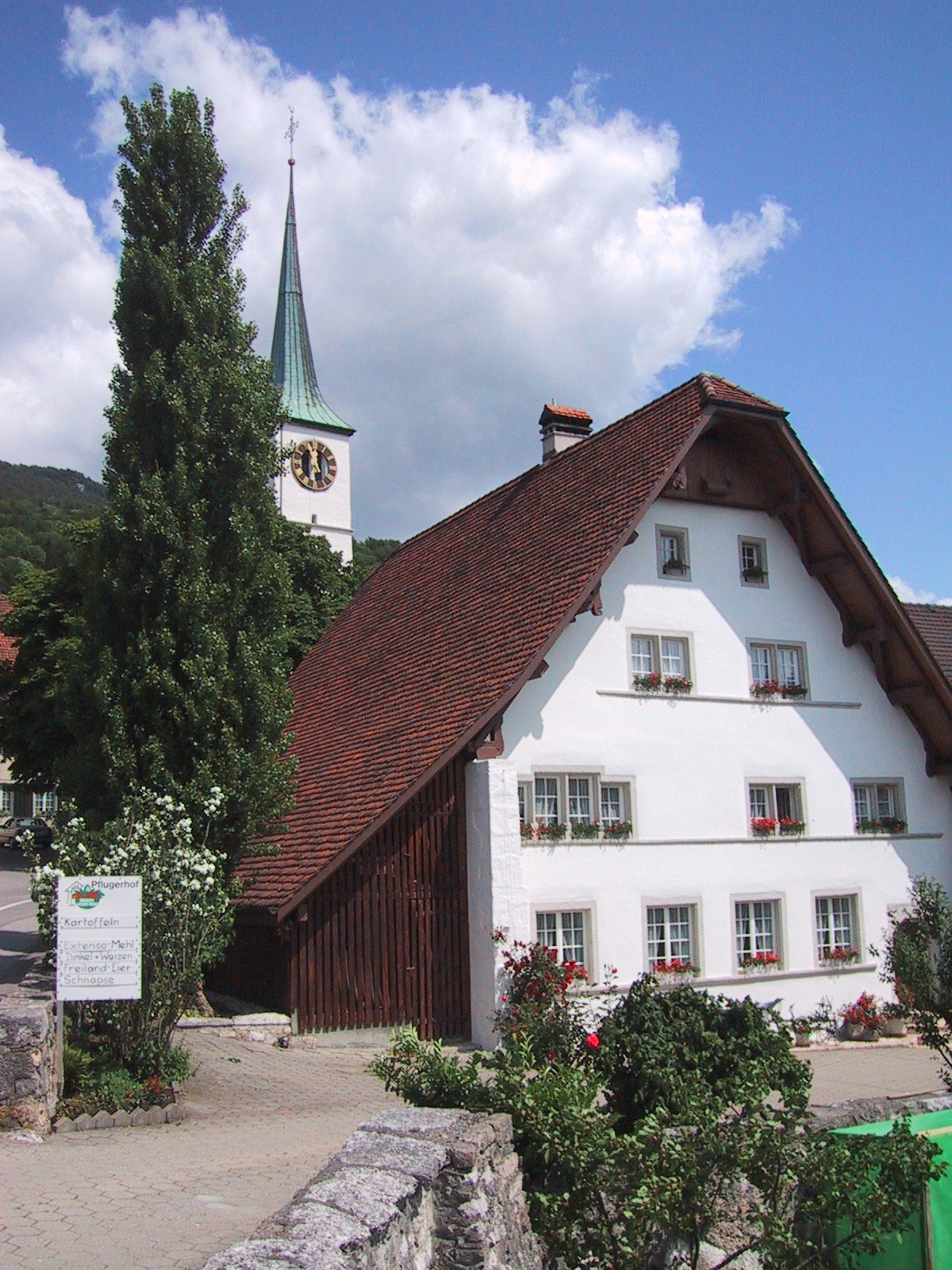
Энзинген

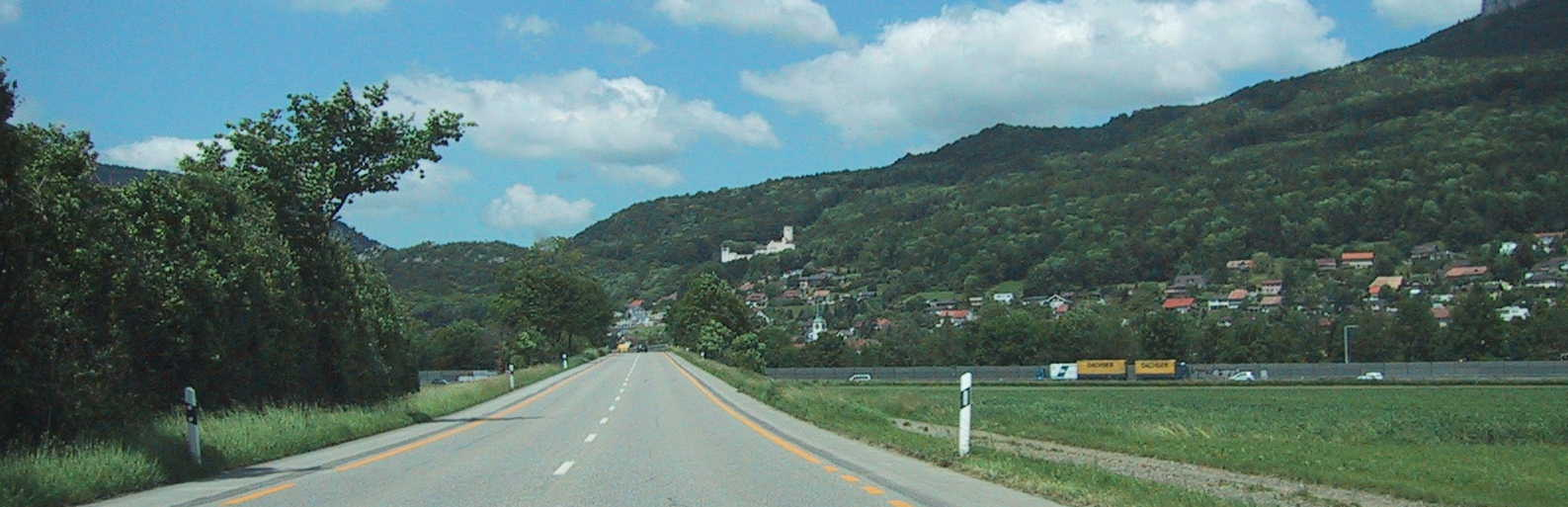
Энзинген